# Sotuta
Sotuta är en kommunhuvudort i Mexiko.   Den ligger i kommunen Sotuta och delstaten Yucatán, i den östra delen av landet, 1 100 km öster om huvudstaden Mexico City. Sotuta ligger 19 meter över havet och antalet invånare är 5 291.
Terrängen runt Sotuta är mycket platt. Runt Sotuta är det glesbefolkat, med 8 invånare per kvadratkilometer. Sotuta är det största samhället i trakten. I omgivningarna runt Sotuta växer i huvudsak lövfällande lövskog.